# Жан Батист Франсуа П'єр Бюяр
Жан Батист Франсуа П'єр Бюяр (фр. Jean Baptiste François Pierre Bulliard, (24 листопада 1752 — 26 вересня, 1793) — французький лікар та ботанік.

## Біографія
Бюяр народився в Обп'єр-сюр-Об (тоді Обп'єр-сюр-Барруа, департамент Верхня Марна) 24 листопада 1752 року. Він був одним з молодших дітей у багатодітній сім'ї, осиротів у ранньому віці. Навчався у невеликому містечку Лангр. Після цього служив у абатстві Клерво. У 1775 році поїхав до Парижа вивчати медицину та ботаніку.
Його вчителем малювання був інженер та гравер Франсуа-Ніколя Мартіні. Це дозволило Бюяру зробити ілюстрації до великої кількості описів рослин та грибів Франції.

## Наукові праці

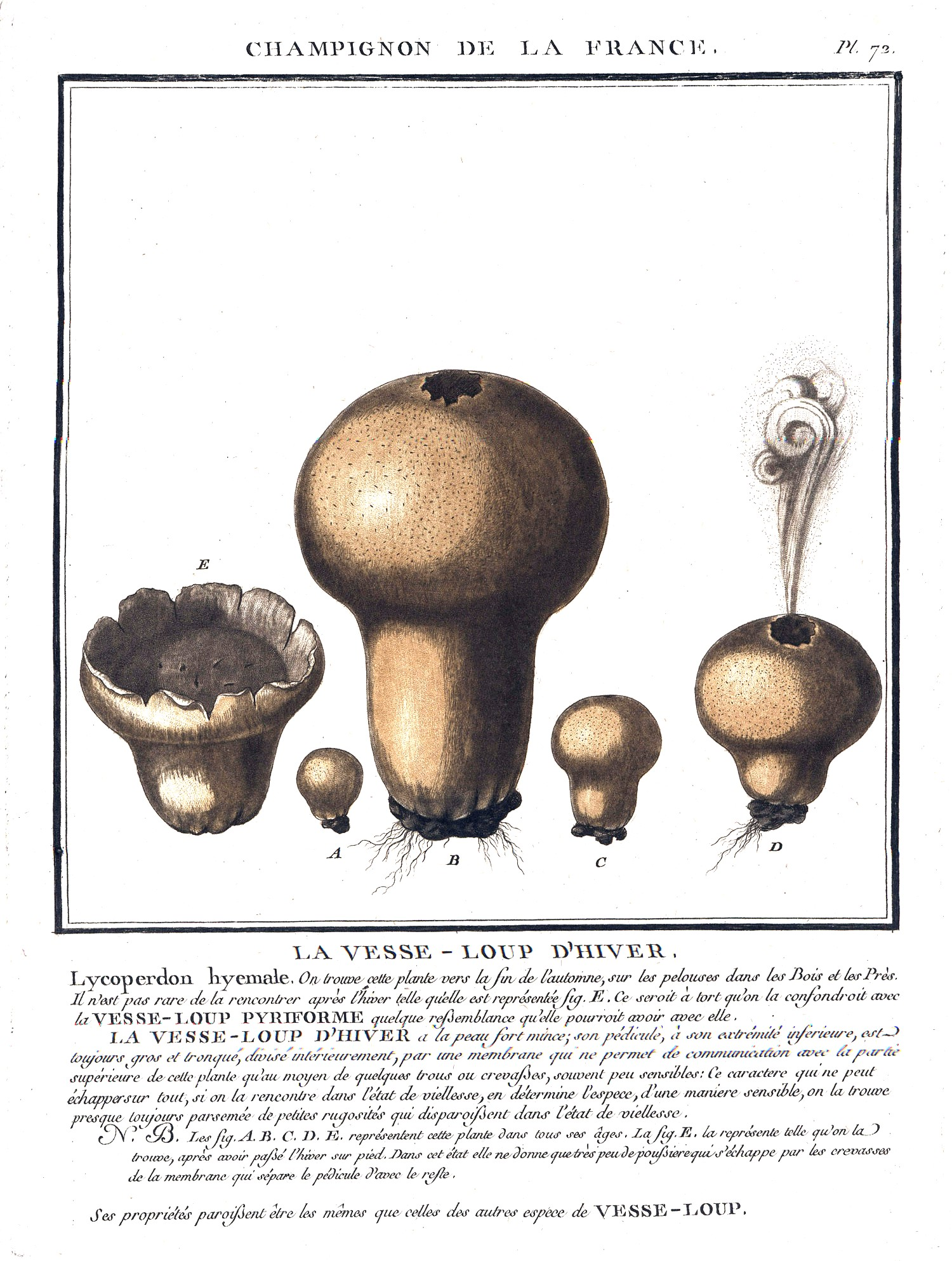
Ілюстрація Бюяра до його «Історія грибів Франції» (1791-1812).

- 1776—1780, Flora Parisiensis, ou Descriptions et figures des plantes qui croissent aux environs de Paris (в 6 томах).
- 1780—1793, Herbier de la France, ou Collection complète des plantes indigènes de ce royaume (у 9 томах та більш як 600 кольорових ілюстрацій).
- 1783, Dictionnaire élémentaire de botanique, ou Exposition par ordre alphabétique des préceptes de la botanique et de tous les termes, tant françois que latins, consacrés à l'étude de cette science.
- 1784, Histoire des plantes vénéneuses et suspectes de la France (en cinq volumes et plus de deux cents planches).
- 1791—1812, Histoire des champignons de la France, ou Traité élémentaire renfermant dans un ordre méthodique les descriptions et les figures des champignons qui croissent naturellement en France.
- 1796, Aviceptologie.

### Описані види
До найважливіших видів грибів, які описав Бюяр, відносяться:
- Boletus edulis — Білий гриб
- Coprinus atramentarius — Гнойовик чорнильний
- Entoloma sinuatum — Ентолома жовтувато-сиза отруйна
- Gymnopus fusipes — Колібія веретенонога